# 葶花水竹叶
葶花水竹叶（学名：Murdannia edulis）为鸭跖草科水竹叶属的植物。分布于柬埔寨、越南、印度、泰国、老挝、菲律宾、尼泊尔、台湾岛、巴布亚新几内亚以及中国大陆的广东、海南等地，一般生长在林中，目前尚未由人工引种栽培。

## 别名
大叶水竹叶（海南植物志）

## 异名
- Murdannia formosana (N. E. Br.) K. S. Hsu